# Ringwallanlage Rimberg
Die Ringwallanlage Rimberg ist eine etwa 12 Hektar große abgegangene eisenzeitliche Ringwallanlage auf dem Rimberg zwischen Caldern, Gemeinde Lahntal und Damshausen, Gemeinde Dautphetal. Sie geht auf eine mit einer Holz-Erde-Konstruktion befestigte Höhensiedlung zurück. Die bisher ältesten Besiedlungsspuren stammen aus der Hallstattzeit zwischen 858 und 756 v. Chr. In der Spätlatènezeit von 250 v. Chr. bis spätestens zur Zeitenwende wird eine durchgehende Besiedlung angenommen.

## Lage

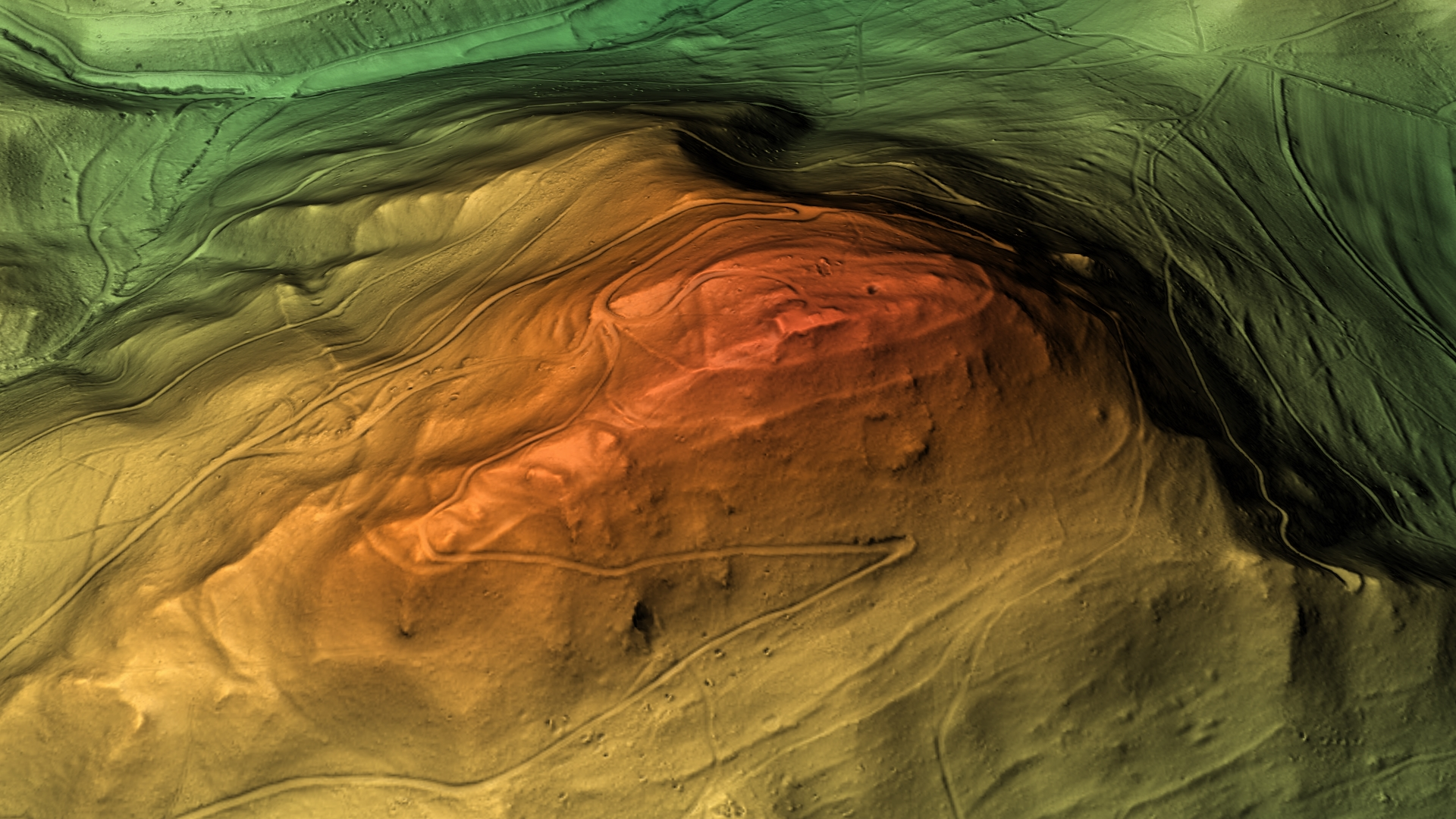
Digitales Reliefbild des Rimberg

Der Rimberg bildet mit seiner charakteristischen Silhouette und einer Höhe von 497 Metern eine weithin sichtbare Landmarke etwa elf Kilometer westnordwestlich von Marburg. Er dominiert das obere Lahntal. Die Höhenburganlage befindet sich auf dem Gipfel des Berges.

## Forschungsgeschichte
1973 wurden beim Wegebau zum Aussichtsturm im westlichen Bereich der damals bekannten Anlage zwei der Wälle geschnitten. Dabei kam viel keramisches Fundmaterial zutage und im äußeren Wall wurde eine stark verbrannte Holzkonstruktion beobachtet.
Bei einer Grabungskampagne im Sommer 2003 wurde der Gipfelbereich in einem 650 × 500 m großen Areal vermessen, das die Wallanlagen umfasst. Dabei wurde neben den zwei bekannten Ringwällen im Gipfelbereich ein dritter, äußerer Ringwall im Westen und Nordwesten entdeckt, der eine Quelle in 410 m Höhe einschließt. Es scheint sicher, dass auch dieses Areal Siedlungsgebiet war, weil dort Bruchstücke von Mahlsteinen aus Blasenbasalt gefunden wurden.
Im Nordosten der Kernanlage wurde ein Tangentialtor festgestellt. Ein weiterer Torduchlass wird in der Mitte der Westseite angenommen. Weitere Tore sind vermutlich durch den modernen Wegebau zerstört worden.
Die Sicherung der Siedlung erfolgte in erster Linie durch natürlich gegebene Hangkanten und darauf errichtete Palisaden. Nur an wenigen Stellen wurden auch künstliche Wallaufschüttungen errichtet.
Auffällig ist ein geradlinig von Nord nach Süd verlaufender Wall im Westen des Kernwerkes, der durch den Fahrweg durchbrochen wird. Das dabei erzeugte Geländeprofil wurde auf einer Länge von 13,50 m aufgenommen. Dabei wurde ein Palisadengraben gefunden. Innerhalb schließt sich eine etwa 2 m breite Schotterschicht an, was auf einen Begehungshorizont schließen lässt. Bergseitig anschließend wurde auf einer Länge von etwa 4 m eine stark mit Holzkohle und verbrannten Steinen durchmischte Schicht gefunden. Die AMS-14C-Bestimmung der Holzkohle ergab eine Datierung zwischen 858 und 756 v. Chr. Dies bedeutet, dass es bereits eine ältere Bebauung gegeben hat. Die Brandstruktur ist allerdings nicht an der Fundstelle entstanden, sondern als Brandschutt auf die Oberfläche planiert worden. Unterhalb des Palisadengrabens befand sich ein zweiter Pfostengraben. Davor zwei stufig angelegte, jeweils gut 2 m breite Verebnungen.
Innerhalb der Kernanlage wurde in dem nur mäßig geneigten Siedlungsareal nördlich des Aussichtsturmes eine Fläche von 10 × 5 m geöffnet. Darin fanden sich unter dem Humus ein starkes Kolluvium von 0,4 bis 0,5 m Stärke, das mit Keramikfragmenten durchmischt war.

## Datierung
Der Beginn der Besiedlung kann aufgrund des keramischen Fundmaterials in der späten Früh- bzw. frühen Mittellatènezeit angenommen werden, d. h. um 250 v. Chr. Nach Ausweis der von Sondengängern unerlaubterweise dem Boden entnommenen Metallfunde, u. a. eine Eisenfibel, ein Nauheimer Quinar sowie ein Dreiwirbelanhänger, ist eine durchgängige Besiedlung bis in die Spätlatènezeit, also bis zur Zeitenwende anzunehmen. Für die in der späten Urnenfelderzeit existierende Höhensiedlung, wie es das Radiokarbon-Datum nahelegt, wurden bisher keine Keramikbelege gefunden.
Die Besiedlung des Rimbergs fand demnach zeitgleich zu der auf den Ringwall Eisenköpfen bei Hommertshausen statt, welche 9 km Luftlinie entfernt sind.